# Crucified Mortals
Crucified Mortals – amerykańska grupa muzyczna wykonująca thrash metal.

## Muzycy

### Obecny skład zespołu
- Sebastian Dzialuk – instrumenty perkusyjne
- Craig Horval "Reaper" – gitara elektryczna, śpiew, gitara basowa (Nunslaughter, The Spawn of Satan)
- Zach Rose – gitara elektryczna

### Byli członkowie zespołu
- Adam Cudnick – gitara elektryczna
- Marcin Nowak "Novy" – gitara basowa

## Dyskografia
- (2001) Hung Out To Die (Demo)
- (2004) Converted by Decapitation (EP)
- (2005) Kill upon Command (SP)